# Марьинский (Тульская область)
Марьинский — поселок в Белёвском районе Тульской области в составе Левобережного сельского поселения. Население - 3 человека (2021).

## География
Находится в юго-западной части Тульской области на расстоянии приблизительно 21 км на юг по прямой от города Белёв, административного центра района.

## История
В 1926 году здесь (тогда Марьинские выселки) было учтено 8 дворов, в конце 1930-х годов — 8.

## Население
Постоянное население составляло 44 человека (1926 год), 5 (русские 100 %) в 2002 году.
| 2010 |
| ---- |
| 2    |